# Wiltwijck
 (avril 2017).
Si vous disposez d'ouvrages ou d'articles de référence ou si vous connaissez des sites web de qualité traitant du thème abordé ici, merci de compléter l'article en donnant les références utiles à sa vérifiabilité et en les liant à la section « Notes et références ».
Wiltwijck (anglais «Wiltwyck») est un établissement colonial en Nouvelle-Néerlande au XVIIe siècle. À sa fondation, il était nommé « Ésope », du nom d'une tribu amérindienne locale. Il fut renommé ainsi par les dirigeants de la Compagnie néerlandaise des Indes occidentales. Lorsque les Anglais annexèrent la colonie en 1664, la ville fut renommée Kingston.

## Histoire

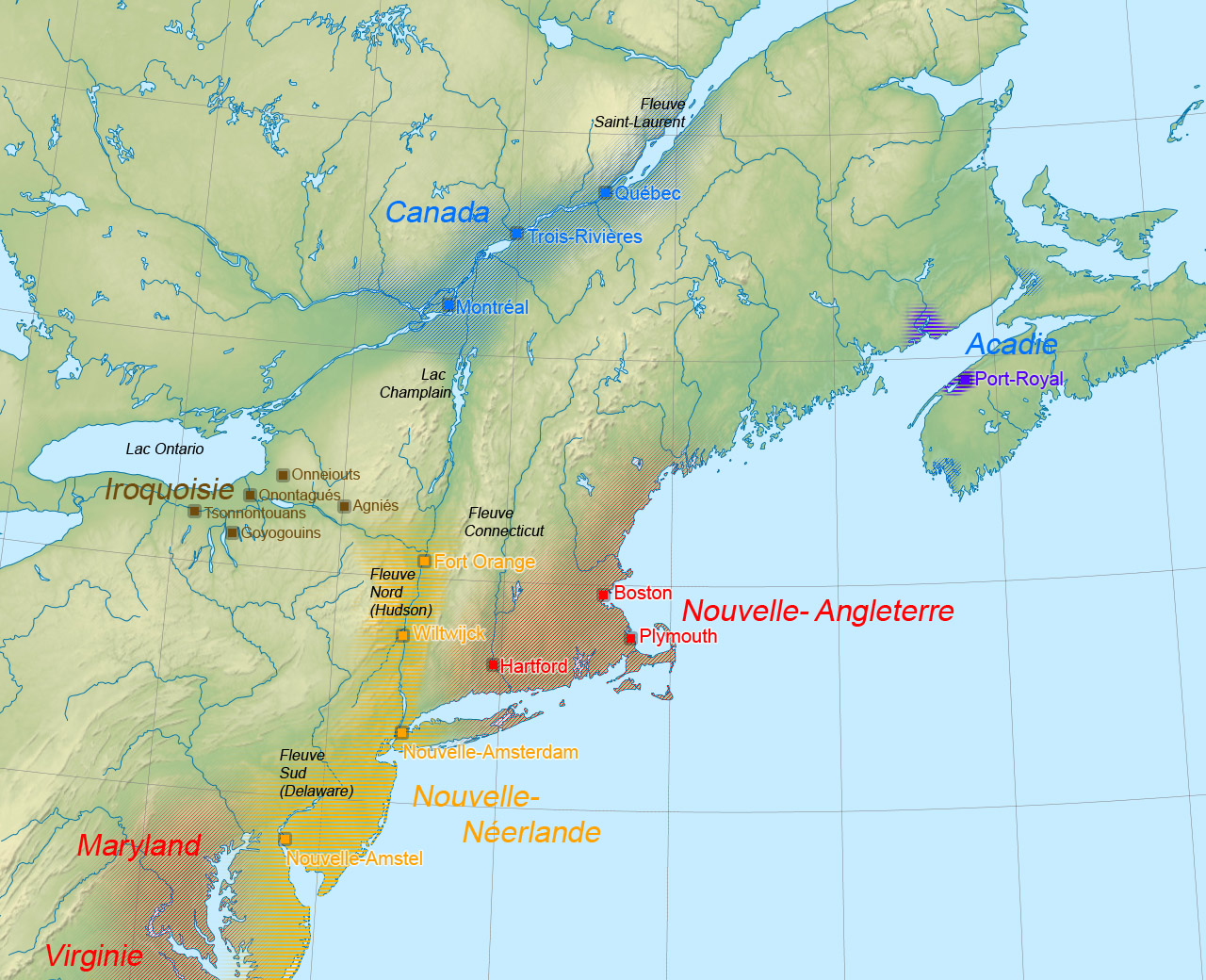
Colonies européennes dans le Nord-Est de l'Amérique du Nord en 1664.

La région de Kingston est habitée par les humains depuis au moins 13 000 ans. Lorsque les Néerlandais ont remonté le fleuve Hudson au début du XVIIe siècle, deux nations amérindiennes se partageaient l'endroit : les Mohicans et les Ésopes (une tribu de la nation Lenape). Un premier poste de traite fut établi par les Néerlandais à la confluence de la rivière Rondout et du fleuve Hudson dès 1614.
Le premier établissement de peuplement de la région est attribué à l'arrivée en 1653 de Thomas Chambers qui habitait jusqu'alors le patroonat de Rensselaerswijck. Le hameau prit initialement le nom néerlandisé d'Esopus. Dès l'année suivante, d'autres colons venus de Rensselaerswijck entreprirent de racheter des terres aux Ésopes pour s'y établir. Les relations entre les fermiers européens nouvellement établis et les Ésopes dégénérèrent rapidement à cause de mésententes reliées au commerce, de l'effet de la vente de spiritueux aux Amérindiens et des dommages causés aux récoltes amérindiennes par le bétail des colons. Au printemps 1658, le directeur de la colonie, Pieter Stuyvesant, appelé en renfort par les colons, s'appliqua à ramener la paix entre les habitants et leurs voisins amérindiens. Stuyvesant demanda en outre à ce que les habitants consolident leurs habitations en village, puis qu'ils le fortifient sur le promontoire face à la rivière Esopus Creek (ce qui constitue aujourd'hui le quartier historique de Kingston).
L'érection de la palissade et la constitution de l'établissement en village ne  contribua pas à l'amélioration des relations et dès la fin de l'année suivante, une série de conflagrations opposèrent les Néerlandais aux Ésopes, des conflits connus sous le nom de Guerres des Esopus.
En 1661, l'établissement fut reconnu en tant que municipalité par la Compagnie néerlandaise des Indes occidentales et Stuyvesant lui attribua le nom de Wiltwijck (ce qui signifie région du cerf en néerlandais). Cependant, les Néerlandais ne réussirent à mettre fin au conflit avec les Ésopes qu'en 1663, et ce, à l'aide d'une coalition regroupant leurs alliés mohawks, wappinger ainsi que des renforts venus de la Nouvelle-Amsterdam. Durant le régime néerlandais, la population de Wiltwijck crut assez rapidement pour en faire le troisième centre de peuplement en importance le long du fleuve Hudson après la Nouvelle-Amsterdam et Beverwijck/Fort Orange.
Après la prise de possession de la Nouvelle-Néerlande par les Anglais en 1664, les relations entre les colons néerlandais de Wiltwijck et la garnison anglaise furent souvent conflictuelles à leur tour. En 1669, la municipalité fut renommée Kingston en l'honneur des origines de Francis Lovelace, le second gouverneur anglais de la colonie.
Lors de l'éphémère réoccupation néerlandaise durant la Guerre de Hollande (1673-74), l'établissement prit le nom de Swaanenburgh.